# 김일우 (1953년)
김일우(金一宇, 1953년 5월 24일 ~ 2004년 6월 13일)은 대한민국의 배우이다.

## 생애
양정고등학교 졸업. 1972년 서울예술대학교 연극과에 입학하였으며 1974년 서울예술대학교 연극과를 졸업을 하고 나서 1976년 《춘풍의 처》로 연극 무대에 데뷔한 이후, 기획조수로 일하던 1980년 안성기의 추천으로 《어둠의 자식들》을 통해 영화에 첫 데뷔했다. 《학생부군신위》로 제34회 대종상영화제 남우조연상, 1997년 아-태 국제영화제 조연남우상 수상을 하였다. 극단 현빈 대표이며, 부인 이용이씨도 연극 배우다. 슬하에 1남 1녀를 두었다. 《목포는 항구다》촬영 도중 위암에 걸린 사실을 알고 투병 생활을 해오다, 2004년 6월 13일 별세했다. 향년 52세.

## 학력
- 양정고등학교 졸업
- 서울예술대학 연극과 졸업

## 출연

### 영화
- 1981년 : 《어둠의 자식들》
- 1982년 : 《철인들》
- 1986년 : 《깜보》
- 1987년 : 《학창보고서》
- 1988년 : 《칠수와 만수》, 《이장호의 외인구단 2》, 《지금은 양지》, 《청춘 편지》, 《대물》
- 1989년 : 《달콤한 신부들》, 《행복은 성적순이 아니잖아요》, 《미스 코뿔소 미스터 코란도》, 《신사동 제비》
- 1990년 : 《나는 날마다 일어선다》
- 1991년 : 《혼자도는 바람개비》, 《사랑은 지금부터 시작이야》, 《스무살까지만 살고 싶어요》, 《열 아홉의 절망 끝에 부르는 하나의 사랑 노래》, 《누가 용의 발톱을 보았는가》, 《여자는 추억 속에 집을 짓는다》, 《뜨겁고 부드럽게》
- 1992년 : 《김의 전쟁》, 《데카당스 37도 2분》, 《미스터 맘마》, 《마음의 파수꾼》, 《스물일곱송이 장미》
- 1993년 : 《가슴 달린 남자》, 《투캅스》, 《그 섬에 가고 싶다》, 《드래곤 파이터》, 《오경장》
- 1994년 : 《계약커플》, 《헐리우드 키드의 생애》
- 1995년 : 《누가 나를 미치게 하는가》, 《돈을 갖고 튀어라》, 《엄마에게 애인이 생겼어요!》, 《개 같은 날의 오후》
- 1995년 : 《아찌 아빠》, 《천재 선언》, 《남자는 괴로워》, 《영원한 제국》, 《사랑하기 좋은 날》
- 1996년 : 《투캅스 2》, 《학생부군신위》, 《맥주가 애인보다 좋은 일곱가지 이유》, 《박봉곤 가출 사건》
- 1997년 : 《지상만가》, 《홀리데이 인 서울》, 《산부인과》, 《할렐루야》, 《베이비 세일》, 《블랙잭》, 《스카이 닥터》, 《바리케이드》, 《인연》
- 1998년 : 《투캅스 3》, 《엑스 트라》, 《실락원》, 《성철》
- 1999년 : 《얼굴》, 《신장개업》, 《내 마음의 풍급》, 《인정사정 볼 것 없다》
- 2000년 : 《스트라이커》, 《이프》, 《봉자》, 《상식》
- 2001년 : 《교도소 월드컵》, 《화산고》, 《클럽 버터플라이》, 《엽기적인 그녀》
- 2002년 : 《일단 뛰어》
- 2003년 : 《나비》
- 2004년 : 《목포는 항구다》
- 2004년 :《신부수업》(유작)
- 2005년 : 《초승달과 밤배》(유작)
- 2007년 : 《저 하늘에도 슬픔이》(유작)

### 드라마
- 2003년 : KBS드라마 《보디가드》
- 2004년 : SBS드라마 《햇빛 쏟아지다》

## 수상 경력
- 1996년 제34회 대종상영화제 남우조연상
- 1997년 제42회 아시아태평양영화제 남우조연상